# デンソーエレクトロニクス
株式会社デンソーエレクトロニクス（英: DENSO electronics CO., LTD.）は、愛知県安城市に本社を置く自動車部品メーカーである。
デンソーの子会社。

## 沿革
- 1950年（昭和25年）10月25日 - ニッポンボデー株式会社として設立。日本電装（現・デンソー）の乗用電気自動車のボデー生産を開始[2]。
- 1952年（昭和27年）6月 - 電気自動車の生産中止により、事業の主体を電装部品の機械加工、板金加工に転向[2]。
- 1968年（昭和33年）4月 - 安城電機株式会社に商号を変更[2][3]。
- 1990年（平成2年）10月 - アンデン株式会社に商号を変更[2]。
- 1997年（平成9年）7月 - QS-9000認証を取得[2]。
- 1998年（平成10年）8月 - ISO14001認証を取得[2]。
- 2005年（平成17年）12月 - ISO/TS16949認証を取得[2]。
- 2008年（平成20年）4月 - マルコンデンソー（現・デンソー山形）を連結子会社化[2]。
- 2016年（平成28年）6月 - ゼネラルモーターズから優良サプライヤ賞を受賞[2]。
- 2017年（平成29年）
  - 3月 - トヨタLCプロジェクト賞受賞[2]。
  - 12月 - ゼネラルモーターズから優良サプライヤ賞を受賞[2]。
- 2018年（平成30年）
  - 3月 - 日野自動車より技術開発賞優秀賞受賞[2]。
  - 8月 - ゼネラルモーターズから優良サプライヤ賞を受賞[2]。
  - 9月 - IATF16949認定取得[2]。
- 2020年（令和2年）10月 - 株式会社デンソーエレクトロニクスに商号を変更[2]。

## 主な製品
- リレー（プラグインリレー、パワーPCBリレー、HEV/EV用高圧リレー）
- フラッシャ
- ウォーニング（ブザー、車両接近通報装置）

## 事業所
- 本社・本社工場
  - 愛知県安城市篠目町一丁目10番地
- 岡崎工場
  - 愛知県岡崎市真福寺町深山1番地21

## 日系ブラジル人労働者による訴訟
2009年9月、28歳から49歳までの日系ブラジル人従業員男女5人が、アンデンで違法な偽装請負の状態で働かされていたとして、アンデンおよび業務請負会社（静岡県浜松市）に対して正規雇用の従業員としての地位確認と未払賃金や慰謝料など計約3700万円の支払いを求める訴えを名古屋地裁岡崎支部に起こした。アンデン岡崎工場で働いていた5人は、契約上は別の業務請負会社の社員となっていたものの、実際にはアンデン社員の直接指揮下に置かれていた。
ジャーナリストの安田浩一によれば、これは「請負でもなんでもない。請負会社は労働者派遣をしているだけ——〔つまり〕偽装請負」であったという。そのため5人は「業務請負会社との労働契約は違法なので無効。事実上5人を使用していたアンデンとの間で雇用契約が成立していた」と主張した。なお、5人は3年から11年にわたってアンデンで勤務していた。解雇された5人は労働組合に相談し、これを受けて労組はアンデンに対して団体交渉を申し入れたが、アンデンは交渉を拒否したため、訴訟へとつながった。